# Dunbar (Wisconsin)
Pour les articles homonymes, voir Dunbar (homonymie).
La ville de Dunbar est située dans le comté de Marinette, dans l’État du Wisconsin. Lors du recensement de 2000, sa population s’élevait à 1 303 habitants. Sa superficie totale est de 272,5 km2. La ville accueille l'université internationale Northland.

## Source
- (en) Cet article est partiellement ou en totalité issu de l’article de Wikipédia en anglais intitulé « Dunbar, Wisconsin » (voir la liste des auteurs).